# Bombardeig de Berlín durant la Segona Guerra Mundial
El bombardeig de Berlín durant la Segona Guerra Mundial per part dels Aliats va tenir lloc del 25 d'agost de 1940 al 21 d'abril de 1945.
Berlín, en tant que la capital del Tercer Reich, va ser l'objectiu de 363 bombardejos aeris aliats durant la Segona Guerra Mundial, operacions integrades en la campanya de bombardeig estratègic d'Alemanya. Els primers en fer-ho foren els britànics, a través del Comandament de Bombarders de la RAF; a partir de 1943 se'ls va afegir la 8a Força Aèria de les Forces Aèries dels Estats Units; i, l'any següent, la Força Aèria francesa. A més, la Força Aèria Soviètica també la va bombardejar el 1941 i, especialment, el 1945, quan les forces soviètiques eren a les proximitats de la ciutat. Es calcula que els Aliats hi van llançar unes 65.000 tones de projectils, essent les dels britànics dues terceres parts del total. A mesura que s'accentuaven els bombardejos i la ciutat era destruïda, molts dels seus habitants en marxaven, fins al punt que, al maig de 1945, 1,7 milions de berlinesos (el 40% de la població de preguerra) n'havien fugit.